# يوجي يوكوياما
يُوجِ يوكوياما (باليابانية: 横山 雄次) (مواليد 6 يوليو 1969)، هو لاعب كرة قدم ياباني سابق كان يلعب كلاعب وسط.

## وصلات خارجية
- يوجي يوكوياما على موقع رابطة كرة القدم اليابانية للمحترفين (اليابانية)
- يوجي يوكوياما على موقع قاعدة بيانات كرة القدم.إي يو (الإنجليزية)
- يوجي يوكوياما على موقع Soccerway.com (الإنجليزية)
- يوجي يوكوياما على موقع عالم كرة القدم.نت (الإنجليزية)